# Маргарет Корт
Маргарет Корт (енгл. Margaret Court; рођена 16. јула 1942) је бивша аустралијска тенисерка. Сматра се једном од најбољих тенисерки свих времена.

## Каријера
Корт је освојила рекордне 24 Гренд слем титуле (појединачно) у каријери и некадашња је тенисерка број 1. Године 1970. је постала прва жена у Опен ери и друга жена у историји тениса која је освојила сва четири Гренд слем турнира у истој календарској години. Такође је освојила 19 титула у женским паровима и 21 титулу у мешовитим паровима. Заједно са Ким Клајстерс дели рекорд највише освојених Гренд слем титула након што је постала мајка.
Одрасла је у католичкој породици, а средином 1970-их се преобратила на пентекосталство. Последњих година је постала позната по залагању да се забрани истополни брак као и по критици ЛГБТ покрета, укључујући своје бивше лезбијске колегинице Били Џин Кинг и Мартину Навратилову. Због тих је ставова предмет критике ЛГБТ активиста који траже да се преименује мелбурншко игралиште Маргарет Корт Арена, које је по њој добило име. Године 1979. примљена је у тениску Кућу славних.

## Распоред наступа на гренд слем турнирима
| P | F | PF | ČF | #K | GF | KV | N | NO |

### Синглови
| Турнир                        | 1959 | 1960 | 1961 | 1962 | 1963 | 1964 | 1965 | 1966 | 1967 | 1968 | 1969 | 1970 | 1971 | 1972 | 1973 | 1974 | 1975 | SR      | W–L    |
| ----------------------------- | ---- | ---- | ---- | ---- | ---- | ---- | ---- | ---- | ---- | ---- | ---- | ---- | ---- | ---- | ---- | ---- | ---- | ------- | ------ |
| Отворено првенство Аустралије | 2R   | W    | W    | W    | W    | W    | W    | W    | A    | F    | W    | W    | W    | A    | W    | A    | QF   | 11 / 14 | 60–3   |
| Отворено првенство Француске  | A    | A    | QF   | W    | QF   | W    | F    | SF   | A    | A    | W    | W    | 3R   | A    | W    | A    | A    | 5 / 10  | 44–5   |
| Вимблдон                      | A    | A    | QF   | 2R   | W    | F    | W    | SF   | A    | QF   | SF   | W    | F    | A    | SF   | A    | SF   | 3 / 12  | 51–9   |
| Отворено првенство УС         | A    | A    | SF   | W    | F    | 4R   | W    | A    | A    | QF   | W    | W    | A    | SF   | W    | A    | QF   | 5 / 11  | 52–6   |
| Win–loss                      | 1–1  | 5–0  | 15–3 | 16–1 | 18–2 | 17–2 | 22–1 | 12–2 | 0–0  | 11–3 | 21–1 | 23–0 | 11–2 | 4–1  | 21–1 | 0–0  | 10–3 | 24 / 47 | 207–23 |

### Женски дублови
| Турнир                        | 1959 | 1960 | 1961 | 1962 | 1963 | 1964 | 1965 | 1966 | 1967 | 1968 | 1969 | 1970 | 1971 | 1972 | 1973 | 1974 | 1975 | 1976 | SR     |
| ----------------------------- | ---- | ---- | ---- | ---- | ---- | ---- | ---- | ---- | ---- | ---- | ---- | ---- | ---- | ---- | ---- | ---- | ---- | ---- | ------ |
| Отворено првенство Аустралије | A    | F    | W    | W    | W    | F    | W    | F    | A    | SF   | W    | W    | W    | A    | W    | A    | F    | QF   | 8 / 14 |
| Отворено првенство Француске  | A    | A    | 3R   | F    | F    | W    | W    | W    | A    | A    | F    | SF   | SF   | A    | W    | A    | A    | A    | 4 / 10 |
| Вимблдон                      | A    | A    | F    | SF   | F    | W    | 3R   | F    | A    | QF   | W    | QF   | F    | A    | QF   | A    | QF   | A    | 2 / 12 |
| Отворено првенство УС         | A    | A    | 2R   | QF   | W    | F    | A    | A    | A    | W    | F    | W    | A    | F    | W    | A    | W    | A    | 5 / 10 |

## Гренд Слем финала

### Појединачно 29 (24-5)
| Исход  | Година | Турнир                             | Противница      | Резултат              |
| ------ | ------ | ---------------------------------- | --------------- | --------------------- |
| Победа | 1960   | Отворено првенство Аустралије (1)  | Џен Лехејн      | 7–5, 6–2              |
| Победа | 1961   | Отворено првенство Аустралије (2)  | Џен Лехејн      | 6–1, 6–4              |
| Победа | 1962   | Отворено првенство Аустралије (3)  | Џен Лехејн      | 6–0, 6–2              |
| Победа | 1962   | Ролан Гарос (1)                    | Лесли Тарнер    | 6–3, 3–6, 7–5         |
| Победа | 1962   | Отворено првенство САД (1)         | Дарлин Хард     | 9–7, 6–4              |
| Победа | 1963   | Отворено првенство Аустралије (4)  | Џен Лехејн      | 6–2, 6–2              |
| Победа | 1963   | Вимблдон (1)                       | Били Џин Кинг   | 6–3, 6–4              |
| Финале | 1963   | Отворено првенство САД (1)         | Марија Буено    | 7–5, 6–4              |
| Победа | 1964   | Отворено првенство Аустралије (5)  | Лесли Тарнер    | 6–3, 6–2              |
| Финале | 1964   | Вимблдон (1)                       | Марија Буено    | 6–4, 7–9, 6–3         |
| Победа | 1964   | Ролан Гарос (2)                    | Марија Буено    | 5–7, 6–1, 6–2         |
| Победа | 1965   | Отворено првенство Аустралије (6)  | Марија Буено    | 5–7, 6–4, 5–2 предаја |
| Финале | 1965   | Ролан Гарос (1)                    | Лесли Тарнер    | 6–3, 6–4              |
| Победа | 1965   | Вимблдон (2)                       | Марија Буено    | 6–4, 7–5              |
| Победа | 1965   | Отворено првенство САД (2)         | Били Џин Кинг   | 8–6, 7–5              |
| Победа | 1966   | Отворено првенство Аустралије (7)  | Ненси Ричи      | одустајање            |
| Финале | 1968   | Отворено првенство Аустралије (1)  | Били Џин Кинг   | 6–1, 6–2              |
| Победа | 1969   | Отворено првенство Аустралије (8)  | Били Џин Кинг   | 6–4, 6–1              |
| Победа | 1969   | Ролан Гарос (3)                    | Ен Хејдон Џоунс | 6–1, 4–6, 6–3         |
| Победа | 1969   | Отворено првенство САД (3)         | Ненси Ричи      | 6–2, 6–2              |
| Победа | 1970   | Отворено првенство Аустралије (9)  | Кери Рид        | 6–1, 6–3              |
| Победа | 1970   | Ролан Гарос (4)                    | Хелга Мастхоф   | 6–2, 6–4              |
| Победа | 1970   | Вимблдон (3)                       | Били Џин Кинг   | 14–12, 11–9           |
| Победа | 1970   | Отворено првенство САД (4)         | Роузмари Касалс | 6–2, 2–6, 6–1         |
| Победа | 1971   | Отворено првенство Аустралије (10) | Ивон Гулагонг   | 2–6, 7–6, 7–5         |
| Финале | 1971   | Вимблдон (2)                       | Ивон Гулагонг   | 6–4, 6–1              |
| Победа | 1973   | Отворено првенство Аустралије (11) | Ивон Гулагонг   | 6–4, 7–5              |
| Победа | 1973   | Ролан Гарос (5)                    | Крис Еверт      | 6–7, 7–6, 6–4         |
| Победа | 1973   | Отворено првенство САД (5)         | Ивон Гулагонг   | 7–6, 5–7, 6–2         |

Напомена:Опен ера у тенису је започета 1968. године.